# NGC 161
NGC 161 este o galaxie lenticulară situată în constelația Balena. A fost descoperită în 21 noiembrie 1886 de către Lewis Swift. De asemenea, a fost observată încă o dată în 9 octombrie 1890 de către Guillaume Bigourdan.